# 暁 (吹雪型駆逐艦)
暁（あかつき、曉）は、日本海軍の駆逐艦。一等駆逐艦で吹雪型駆逐艦の21番艦（暁型駆逐艦の1番艦）。日本海軍で「暁」を名乗るのは暁型駆逐艦1番艦とロシア海軍からの捕獲艦で一時的に名乗った駆逐艦「山彦」（Решительный）に続いて3隻目。

## 概要
竣工後の本艦は吹雪型3隻（暁、狭霧、漣）で第10駆逐隊を編制していたが、第10駆逐隊は解隊。吹雪型4隻（暁、響、雷、電）による第6駆逐隊を編制し、太平洋戦争に臨んだ。本艦は1942年（昭和17年）11月12日から11月13日にかけての第三次ソロモン海戦（第一夜戦）で米水上艦隊の砲撃と雷撃を受け沈没した。

## 艦歴

### 建造
1928年（昭和3年）6月16日、日本海軍は今後建造予定の暁型駆逐艦4隻について暁、響、雷、電の艦名を内定する。駆逐艦暁は1930年（昭和5年）2月17日、佐世保海軍工廠で起工。
同年3月15日、建造中の吹雪型4隻は本艦を含めて正式に命名される。
同日附で4隻（暁、響、雷、電）は艦艇類別等級表に登録、吹雪型駆逐艦となる。
1932年（昭和7年）5月7日午前8時15分、「暁」は進水した。
5月16日、日本海軍は高橋一松少佐を暁艤装員長に任命した。
5月19日、吹雪型姉妹艦2隻（狭霧、漣）により第10駆逐隊（駆逐隊司令栗田健男中佐）が編制される。栗田司令は司令駆逐艦を「狭霧」に指定した。
8月20日附で高橋は暁初代艦長となり、幹部達もそれぞれ任命された。
11月18日、暁艤装員事務所を撤去。同年11月30日に竣工。竣工と同時に第10駆逐隊に編入され、同隊は吹雪型3隻（狭霧、漣、暁）となった。
12月1日、栗田大佐は第12駆逐隊司令へ転任、それまで第11駆逐隊司令だった加藤仁太郎大佐（駆逐艦深雪初代艦長等を歴任）が後任の第10駆逐隊司令となる。

### 太平洋戦争まで
1933年（昭和8年）11月15日附の艦隊編制で、第二艦隊・第二水雷戦隊は川内型軽巡洋艦3番艦「那珂」と、吹雪型駆逐艦を基幹とする第6駆逐隊（響、雷、電）、第10駆逐隊（狭霧、漣、暁）、第11駆逐隊（白雪、初雪、深雪）、第12駆逐隊（薄雲、白雲、叢雲）で編制。
同日附で発令された人事で、加藤（10駆司令）は第8駆逐隊司令へ転任。第30駆逐隊司令原顕三郎大佐が、後任の第10駆逐隊司令となる。
1934年（昭和9年）6月29日、第二水雷戦隊演習中に「電」（第6駆逐隊）と「深雪」（第11駆逐隊）の衝突事故が発生、「深雪」は沈没した（7月5日、第11駆逐隊から除籍）。
11月15日、高橋中佐（暁艦長）は第24駆逐隊司令へ転任。二代目暁駆逐艦長は、海軍水雷学校教官橘正雄少佐となる。また同日附で原（10駆司令）は川内型軽巡洋艦2番艦神通艦長へ転任。第10駆逐隊司令は五藤存知大佐に交代した。
同日附で実施された艦隊再編により、第二水雷戦隊旗艦は川内型2番艦「神通」となり、麾下駆逐隊も第6駆逐隊、第10駆逐隊、第19駆逐隊（浦波、敷波、綾波）、第20駆逐隊（東雲、吹雪、磯波）となった。
1935年（昭和10年）8月1日1427、伊勢湾付近で、潜航中の伊6と衝突事故を起こし、相手の潜望鏡を損傷させてしまう。11月15日、橘中佐（暁艦長）は吹雪型姉妹艦朝霧駆逐艦長へ転任。勢多型砲艦2番艦比良艦長小田為清中佐が吹雪型2隻（暁、漣）駆逐艦長を兼務する。五藤（第10駆逐隊司令）は川内型軽巡3番艦那珂艦長に任命された。第10駆逐隊は横須賀鎮守府警備戦隊に編入。本艦は予備艦となり翌年2月まで性能改善工事を実施した（後述）。
1936年（昭和11年）2月15日、小田中佐は2隻（暁、漣）艦長兼務を解かれ、暁四代目艦長は吹雪型姉妹艦夕霧駆逐艦長成田忠良中佐となった。
12月1日、成田中佐（暁艦長）は第15駆逐隊司令へ転任。暁五代目艦長は吹雪型姉妹艦敷波駆逐艦長佐藤康夫中佐となる。第10駆逐隊司令として板垣盛大佐が着任する。
1937年（昭和12年）7月6日附で佐藤康夫暁駆逐艦長は朝潮型駆逐艦3番艦満潮艤装員長へ転任する。後任の暁駆逐艦長は篠田勝清中佐となる（篠田は7月1日まで軽巡北上副長）。
7月28日、横須賀警備戦隊所属各艦（軽巡《木曾》、第6駆逐隊《響、雷、電》、第10駆逐隊《狭霧、漣、暁》）は同隊から除籍。第10駆逐隊は第二艦隊・第四水雷戦隊に編入され、支那事変のため中国北部で船団護衛に従事。
同年9月に第四水雷戦隊は第三艦隊に編入され、中国南部で沿岸封鎖作戦に従事した。
同年10月、第四水雷戦隊は第四艦隊に編入され、杭州湾上陸作戦に参加した。
暁駆逐艦長は10月8日附で篠田から、敷設艦厳島副長の荘司喜一郎中佐に交代した。
1938年（昭和13年）4月、第10駆逐隊は予備駆逐隊となった。5月16日、荘司中佐（暁艦長）は剣埼型潜水母艦1番艦剣埼《祥鳳》艤装員に任命される（11月15日より剣埼副長）。そこで姉妹艦漣駆逐艦長小山猛男少佐が、吹雪型2隻（漣、暁）艦長を兼務することになった。
6月25日、吹雪型16番艦「狭霧」艦長山本皓少佐が病気のため退任（6月29日、死去）。小山猛男中佐は従来2隻に加えて狭霧艦長の兼務も命じられ、吹雪型3隻（漣、暁、狭霧）艦長となった。7月9日、坪郷悦馬少佐が狭霧艦長に任命されたことで、小山中佐の艦長兼務は2隻（漣、暁）に戻った。
7月22日、板垣（第10駆逐隊司令）は第41駆逐隊（朝雲、夏雲、峯雲、山雲）司令を命じられ、後任の10駆司令は新美和貴大佐となる。
8月1日附で小山は漣・暁駆逐艦長兼務の任を解かれ、川島良雄少佐（峯風型駆逐艦12番艦帆風駆逐艦長）が暁駆逐艦長となった。
12月15日、新美（第10駆逐隊司令）は第6駆逐隊司令に転任する。後任の10駆司令は河西虎三中佐。
1939年（昭和14年）2月15日、河西は第二十一掃海隊司令へ転任。後任の10駆司令は田原吉興大佐。
2月26日、日本の斎藤博・前駐米大使がワシントンで死去。アメリカ合衆国は、斎藤大使の遺骨を重巡洋艦アストリア(USS Astoria, CA-34) で礼送する。
4月17日、アストリアは吹雪型3隻（響、狭霧、暁）に先導され、出迎えの軽巡洋艦木曽と21発の礼砲をかわし、星条旗と日章旗を半旗に掲げて横浜港に入港。午後、斎藤大使の骨壷の引渡し式が行われた。斎藤大使の葬儀は4月18日に築地本願寺に於て行われた。
11月15日附で第10駆逐隊は解隊され、田原は第29駆逐隊司令へ転任
。
後日、「漣」は第7駆逐隊へ、「狭霧」は第20駆逐隊に編入される。「暁」は第6駆逐隊（第二艦隊、第四水雷戦隊、旗艦「那珂」）に編入され、第6駆逐隊は吹雪型定数4隻（暁、響、雷、電）を揃えた。また新美（第六駆逐隊司令）は第9駆逐隊（第41駆逐隊より改称）司令へ転任。後任の第6駆逐隊司令は、第12駆逐隊司令だった成田忠良大佐に交代する。
1940年（昭和15年）3月2日附で第6駆逐隊司令は成田忠良大佐から阪匡身大佐へ交代。
11月、第六駆逐隊は第一艦隊・第一水雷戦隊（司令官大森仙太郎少将）に編入された。11月1日附で阪（6駆司令）は軽巡夕張艦長へ転任。後任の第6駆逐隊司令は成田茂一大佐（第一掃海隊司令）に交代した。
11月15日附で暁駆逐艦長は川島中佐から、峯風型駆逐艦1番艦峯風駆逐艦長青木久治少佐に交代する。
1941年（昭和16年）1月から2月にかけて、第6駆逐隊はタイ・フランス領インドシナ紛争停戦に関わる示威運動のためサンジャック沖に進出した。インドシナからの帰国後は、2月から11月まで浦賀船渠で特定修理が行われた。
7月17日、第一水雷戦隊旗艦は長良型軽巡6番艦「阿武隈」から「暁」に変更される。9月26日、一水戦旗艦は「暁」から「阿武隈」に戻った。

### 太平洋戦争
太平洋戦争開戦を控え、1941年（昭和16年）11月に南方部隊本隊に加わった。第一水雷戦隊旗艦「阿武隈」は南雲機動部隊警戒隊旗艦となり、新鋭駆逐艦（朝潮型駆逐艦、陽炎型駆逐艦）で編成された第17駆逐隊・第18駆逐隊を率いて真珠湾攻撃に参加するため別行動である。
南方部隊本隊の戦力は、指揮官近藤信竹第二艦隊司令長官（旗艦愛宕）以下、第四戦隊（愛宕、高雄、摩耶）、第三戦隊（金剛、榛名）、第4駆逐隊（嵐、野分、萩風、舞風）、第6駆逐隊第1小隊（響、暁）、第8駆逐隊（朝潮、大潮、満潮、荒潮）であった。11月29日、第6駆逐隊第1小隊（暁、響）は佐伯湾から出撃。馬公、三亜を経て12月11日、カムラン湾に入港し周辺の哨戒に従事（第6駆逐隊第2小隊《雷、電》は香港攻略戦）。続いてフィリピン攻略作戦にも参じて12月20日のリンガエン湾上陸作戦を支援する。
1942年（昭和17年）1月11日、セレベス島メナド攻略戦を支援する。以後、ジャワ作戦船団護衛、バタビア沖海戦などに参加。3月10日からは再びフィリピン攻略作戦に参加。3月17日、ルソン島南方のタヤバス湾で第6駆逐隊（暁、響、雷）は米潜水艦パーミットを発見して2日間にわたり攻撃し、司令塔に損傷を与えて撃破したものの取り逃がした。4月3日に横須賀に帰投し、4月6日から11日まで入渠した響と入れ替わる形で、4月11日から16日まで浦賀船渠で入渠整備を行い、出渠後は横須賀で修理が続行された。
4月6日、第6駆逐隊司令は成田大佐から山田勇助中佐へ交代する。4月13日、暁駆逐艦長も青木中佐から、姉妹艦朧駆逐艦長高須賀修少佐に交代する。
4月18日、アメリカ軍はB-25中爆16機による日本本土空襲（ドーリットル空襲）を敢行した。4月19日、警戒隊（内海西部待機隊《山城、扶桑、伊勢、日向、鳳翔、瑞鳳、三日月、夕風》、横須賀待機隊《雷、暁、響》、フィリピン作戦部隊《親潮、黒潮、早潮》）もそれぞれ出撃するが、アメリカ軍機動部隊と遭遇することはなかった。瀬戸内海へ移動後の暁、響、雷は5月20日付で北方部隊に編入。同日、吹雪型2隻（暁、響）は大和型戦艦武蔵(2号艦)を護衛して長崎を出港、21日午後3時過ぎに呉へ到着して「武蔵」護衛任務を終えた。
「暁」は「響」や軽巡洋艦「多摩」、「木曾」などとともにAOB攻略部隊（AOBはキスカ）としてAL作戦（西部アリューシャン攻略作戦）に参加した。「暁」と「響」は5月22日に徳山港を出港して第四航空戦隊（龍驤、隼鷹）を大湊まで直衛。5月28日にAOB攻略部隊は川内湾を出港し、幌筵島加熊別湾経由でキスカ島へ向かった。6月7日夜に上陸は行われ、6月8日早朝にはキスカ港の要地を占領した。しかし、キスカでは6月12日にはアメリカ軍による空襲が始まった。「暁」は6月12日に爆撃を受けて損傷した「響」を6月13日から6月27日にかけて大湊まで護衛した。

続いて「暁」はキスカ島への第五警備隊司令、工員11名、40mm機銃弾120発、飛行艇用補助浮標の輸送を行い、7月11日にキスカに着いた。「暁」はアメリカ潜水艦の攻撃で損傷した駆逐艦「霞」の曳航を行うことになっていたが、7月15日にアメリカ潜水艦によって撃沈された「第二十五号駆潜艇」と「第二十七号駆潜艇」の救難作業で燃料を消費したため7月18日にキスカを離れ、片岡湾を経由して7月25日に横須賀に入港した
整備補給の上、7月5日に米潜水艦グロウラーの雷撃により大破した駆逐艦「不知火」（第18駆逐隊）の救援のため横須賀を出撃し、キスカ島に向かった。しかし、8月10日に幌筵島加熊別湾に到着した所で行動が変更され、キスカ島には向かわなかった。
8月11日、第6駆逐隊に吹雪型駆逐艦7番艦「薄雲」が編入される。
8月14日には第一水雷戦隊旗艦の軽巡阿武隈を護衛中に対潜掃討を行う。8月16日からは大湊方面で活動した。しかし、ガダルカナル島の戦いが緊迫化するに伴って第六駆逐隊は南方へ回ることとなり、8月28日に機動部隊に編入された。これにともない、「薄雲」は第21駆逐隊に編入された。
8月29日に第6駆逐隊（暁、雷、電）は大湊を出港して呉に向かった。
9月1日、第6駆逐隊（暁、雷）は、吹雪型9番艦「磯波」（第19駆逐隊）とともに空母2隻（[瑞鳳型1番艦《瑞鳳》、大鷹型2番艦《雲鷹》）の警戒艦となり、呉からトラックへ進出。6日にトラック着後、9日から空母「雲鷹」をカビエンまで往復で護衛したあと呉に帰投。9月18日、第6駆逐隊（暁、雷）は「雲鷹」および特設運送船（給油）旭東丸（飯野商事、10,051トン）を護衛して呉を出撃。9月29日、護衛部隊（暁、雷、掃海艇1号、掃海艇3号）として沖輸送第三船団（輸送船4隻）を護衛して佐伯を出撃し、トラックまで護衛を実施する。10月13日、ラバウルに到着した。

### ガダルカナル島をめぐって

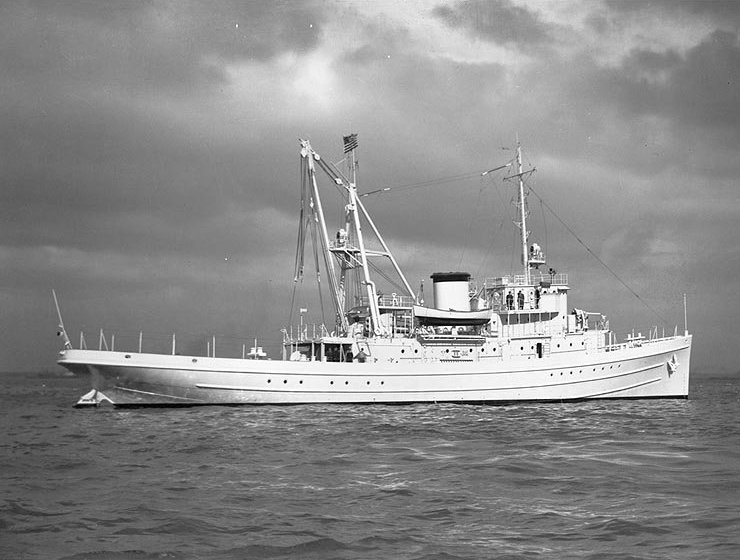
艦隊曳船セミノール（1940年）

1942年（昭和17年）10月からはガダルカナル島増援作戦（鼠輸送）に従事する。10月14日、前日10月13日夜の第三戦隊（司令官栗田健男中将：金剛型戦艦2隻《金剛、榛名》）によるヘンダーソン基地艦砲射撃に乗じる形で、第三水雷戦隊司令官橋本信太郎少将が指揮する増援部隊（軽巡洋艦《川内〔三水戦旗艦〕、由良》、駆逐艦《朝雲、白雪、暁、雷》）は、陸軍兵士1,129名と軍需品をガダルカナル島エスペランス岬に輸送。「白雪」は特殊潜航艇甲標的の基地員輸送を担当した。
10月17日未明、三水戦司令官指揮下の軽巡戦隊（川内、由良、龍田）、第四水雷戦隊司令官高間完少将指揮下の水雷戦隊（秋月型1番艦《秋月》〔四水戦旗艦〕、第9駆逐隊《朝雲》、第11駆逐隊《白雪》、第6駆逐隊《暁、雷》、第2駆逐隊《村雨、夕立、春雨、五月雨》、第19駆逐隊《浦波、敷波、綾波》、第27駆逐隊《有明、白露、時雨》）はショートランド泊地を出撃、輸送物件（陸兵2159名、野砲6門、速射砲12門、弾薬、糧食）を各艦に搭載し、ガ島へ向かった。村雨・時雨と主隊から派遣された天霧・望月が飛行場砲撃を行う中、各隊は輸送に成功。だが米潜水艦グランパスが「由良」を雷撃し、魚雷1本を命中させた(不発、由良の損傷軽微)。「暁」は「由良」を掩護して敵潜に対し爆雷攻撃を行うが、効果不明に終わった(グランパスに損傷はなし)。
10月19日、海軍は第二師団（丸山政男陸軍中将）による総攻撃でヘンダーソン飛行場を占領すればガダルカナル島沖のアメリカ軍艦船は退避するだろうと考え、駆逐隊をいくつか送って脱出艦船の掃討と物資輸送を行う計画を立てる。第一攻撃隊（主隊《川内、綾波、浦波、敷波》、突撃隊《暁、雷、白露》）、第二攻撃隊（秋月《第四水雷戦隊旗艦》、由良、村雨、五月雨、夕立、春雨）、甲増援隊（津軽、龍田、時雨、有明）、乙増援隊（白雪、天霧、望月）、挺身輸送隊（大発動艇部隊）、第三攻撃隊（千代田、日進、千歳）という区分が決定。
10月24日昼以降、各隊はショートランド泊地を出撃。同日22時30分、ガ島部隊より『二一〇〇飛行場占領』の報告がはいり、外南洋部隊指揮官三川軍一第八艦隊司令長官は予定通りの行動を下令、各隊はガ島に向け進撃を開始した。
10月25日午前2時30分、ガ島派遣部隊より飛行場占領は誤報・激戦中との報告が第八艦隊に入り、つづいて飛行場周辺のアメリカ軍陣地爆撃と米軽巡1隻のルンガ泊地入泊の報告を受ける。第八艦隊は突撃隊と第二攻撃隊に陸戦掩護を命じ、突撃隊（指揮官山田勇助第六駆逐隊司令）の3隻（暁、雷、白露）はアメリカ軍小型機計4機の空襲を切り抜け、サボ島南方を通過してルンガ泊地に突入した。突撃隊は南方泊地に仮装巡洋艦1隻・小型船2隻、ツラギ方面に軽巡2隻（駆逐艦2隻と訂正）を発見、まずツラギ方面の敵艦へ向かう。突入時、掃海駆逐艦ゼイン (USS Zane, DMS-14) が荷役作業中であったが、3隻の日本駆逐艦の出現により逃亡を図る。突撃隊（暁、雷、白露）はシーラーク水道を突っ切って「ゼイン」まで5カイリに接近したところで砲撃を開始し、ゼインに命中弾1発を与えるが、主任務であるアメリカ軍陣地砲撃との兼ね合いからそれ以上の追撃はできなかった。
再度ルンガ泊地に向かうと、今度はアメリカ海兵隊向けの軍需品をガダルカナル島に陸揚げ中の艦隊曳船セミノール (Seminole, AT-65) と沿岸哨戒艇YP-284を発見。セミノールとYP-284は接近してきたのが日本駆逐艦だと知ると陸揚げ作業を打ち切り、直ちに逃亡を開始した。間髪入れず砲撃を開始し、YP-284を砲撃で炎上させて撃沈したのに続きセミノールも砲撃により撃沈した。突撃隊は小型輸送船1隻・仮装巡洋艦1隻の撃沈を記録した。
続いて海兵隊陣地に対して艦砲射撃を開始するが、海兵隊陣地の5インチ海岸砲からの反撃により「暁」の三番砲塔の薬室に1発が命中して一時火災が発生、戦死者4名・重傷2名を出す被害を受けた。緊急注水により爆発は免れた。「雷」も緊急発進したF4Fワイルドキャット戦闘機の機銃掃射で損傷、銃撃で数名が死傷する被害を受けた。
突撃隊は無事にルンガ泊地から脱出したが、第二攻撃隊はアメリカ軍機の波状攻撃を受け、被弾炎上した軽巡「由良」が第2駆逐隊第2小隊（夕立、春雨）により自沈処分、秋月型駆逐艦1番艦「秋月」が中破した。四水戦旗艦は「秋月」から「村雨」に変更、のちに「朝雲」に変更された。第二攻撃隊の被害を受けて、他部隊のガ島突入は一時延期となる。10月26日午前1時、ガ島より『陸軍主力未ダ飛行場ニ突入スルニ至ラズ敵ノ防禦堅固ニシテ後図ヲ策スルノ要アルヲ思ハシムルモノアリ』の報告があり、日本陸軍総攻撃失敗と判断した外南洋部隊は作戦を中止、各隊はショートランド泊地へ戻った。南太平洋海戦で日米双方の機動部隊が正面対決する中での突入作戦だった。
11月初頭、外南洋部隊増援部隊は全力でガダルカナル島輸送作戦を実施することになった。11月1日深夜、第一攻撃隊（衣笠《三水戦旗艦》、川内、天霧、初雪）、甲増援隊（朝雲《四水戦旗艦》、天龍、村雨、春雨、夕立、時雨、白露、有明、夕暮、白雪、暁、雷）、乙増援隊（満潮、浦波、敷波、綾波、望月）はショートランド泊地を出撃。甲増援隊は警戒隊（朝雲、時雨）が哨戒する中、各隊は11月2日深夜に揚陸を開始するも、強風波浪のため装載艇各種9隻を喪失し、一部物資・陸兵を揚陸できなかった。乙増援隊の輸送は成功した。

### 第三次ソロモン海戦
11月8日、前進部隊指揮官近藤信竹第二艦隊司令長官は、第十一戦隊によるガ島飛行場砲撃部隊の兵力部署を以下のように定めた。射撃計画そのものは、10月13日の第三戦隊（金剛、榛名）によるヘンダーソン基地艦砲射撃とほぼ同一だった。
挺身攻撃隊指揮官：阿部弘毅中将（第十一戦隊司令官）
- 第十一戦隊（戦艦：比叡、霧島）　「ガ」島飛行場並ニ軍事施設砲撃破壊
- 第十戦隊（旗艦：長良）　第十一戦隊直衛、敵軽快艦艇撃攘
  - 第6駆逐隊（駆逐艦：暁《暁艦長高須賀修中佐》、雷《雷艦長前田実穂少佐》、電《電艦長寺内正道少佐》）
  - 第16駆逐隊第1小隊（駆逐艦：雪風、天津風）
  - 第61駆逐隊（秋月型駆逐艦：照月）
- 第四水雷戦隊（旗艦：朝雲）　前路警戒ルンガ泊地掃蕩
  - 第2駆逐隊（駆逐艦：村雨、五月雨、夕立、春雨）
  - 第27駆逐隊（駆逐艦：時雨、白露、夕暮）　ガダルカナル〜ラッセル島間警戒。第一夜戦には参加せず。

11月9日15時以降、「暁」は前進部隊（旗艦愛宕）と共にトラック泊地を出撃、ショートランド泊地からも第四水雷戦隊が出撃して合同地点へ向かった。12日午前3時以降、挺身攻撃隊（第十一戦隊、第十戦隊）は前進部隊本隊から分離してガ島へ向かった。午後1時に第四水雷戦隊（朝雲、村雨、五月雨、夕立、春雨）が挺身攻撃隊に合流。一度も共同訓練・電波整合すらしていない「寄せ集め艦隊」は悪天候の中で幾度か反転しているうちに隊形を乱し、第十一戦隊・第十戦隊に先行してルンガ泊地へ突入するはずの四水戦（朝雲、村雨、五月雨）は本隊に近接し、第2駆逐隊第2小隊（夕立、春雨）のみ右前方へ突出していた。
11月12日23時30分、挺身攻撃隊はガダルカナル島沖でノーマン・スコット少将指揮下の重巡2隻・軽巡3隻・駆逐艦8隻のアメリカ艦隊と交戦（第三次ソロモン海戦第一夜戦）。当時の挺身攻撃隊は、第2駆逐隊第2小隊（夕立、春雨）が前方へ突出、その後方に長良・比叡《艦隊旗艦》・霧島が縦に並び、旗艦の左舷側に第十戦隊（雪風、天津風、照月）、旗艦右舷側に第6駆逐隊（暁、雷、電）が単縦陣を形成、四水戦（朝雲、村雨、五月雨）は旗艦の後方を航行していたとみられる。「暁」はアメリカ艦隊からの集中砲火を受けて沈没、第6駆逐隊司令も戦死した。第一夜戦で挺身艦隊からは暁以下駆逐艦2隻（暁、夕立）が沈没、各艦（雷、村雨、天津風）が損傷。つづく11月13日昼の空襲で「比叡」が沈没、比叡護衛各艦（雪風、時雨、白露、夕暮）に若干の損傷があった。
12月15日、第三次ソロモン海戦で喪失した重巡衣笠および駆逐艦3隻（暁、夕立、綾波）の除籍が決定。本艦は帝国駆逐艦籍、
白雪型駆逐艦、
第六駆逐隊、
それぞれから除籍された。

### 戦没の状況
戦没の状況については諸説ある。僚艦も「暁」の行方がわからず、第十戦隊旗艦長良からの問い合わせに対し、「電」（艦長寺内正道少佐）は『状況不明ナルモ戦闘開始直後沈没セルモノノ如シ』と応答した。より詳しく報告した「雷」（艦長前田実穂少佐）も『暁2330頃本艦次デ比叡ノ艦首ヲ右ヨリ横過セルヲ認メタルモ海戦前後ノ状況不明』という認識であった。
まず、生還した水雷長・新屋徳治中尉（海兵68期）の証言に基づく著作によると次のとおりである。
1942年11月13日、暁は戦艦護衛の任務につき日本艦隊の先頭に位置していた。開戦前に米艦隊の前衛駆逐艦とすれ違ったが双方とも砲撃は行われなかった。午前1時50分、第三次ソロモン海戦・第一夜戦の劈頭、暁の探照灯が右舷前方にいたアメリカ艦隊の軽巡洋艦アトランタを照射した。艦首右にいた駆逐艦から発砲され、一瞬にして航行不能に陥った。艦橋内では、山田勇助司令、高須賀駆逐艦長、航海長、新屋水雷長などの僅かな士官は生存していたが、砲術長とその部下全員、新屋水雷長の部下全員などが戦死し、操舵装置も破壊された。新屋は艦後部の予備操舵装置を作動させようと混乱した艦内を進んだが、火災のため近づくことが不可能であった。暁は制御を失い漂流し、ついに右に傾き転覆沈没した。砲撃を受けてから15分ほど後のことであった。新屋は艦橋から海に飛び込み、朝には周りに30名から40名ほどの乗組員が生存していたが、アメリカ軍の上陸用船艇に救助され捕虜となったのは、僅かに18名であった。特III型としても、第六駆逐隊としても、最初の犠牲艦となった。
他にも新屋中尉は雑誌「丸」にて戦記を書いており、当時の被弾前後の状況として「探照灯が照射され、（暁の）初弾が発射されるかと思ったその途端、敵の先制攻撃を受けた」「後から振り返かえって強く印象にあるのは、双方の艦艇の中で最初に被弾したのが暁ではなかったか、という事実である」と綴っている。事実、軽巡洋艦「アトランタ」の戦闘詳報によれば海戦の冒頭で北方から探照灯照射を受けて前部砲塔から20発の応射を行ったことが記されていた。しかし、1992年の潜水調査の折、スコット艦隊の作戦幕僚で大尉として同艦に乗船していたスチュアート・モアドック教授と暁の水雷長であった新屋徳治牧師が潜水調査船に乗り合わせており、両者の証言から「暁」が「アトランタ」に探照灯照射を行ったことが一致した。ここで新屋は「私はあなた（アトランタ）と他の巡洋艦から被弾があったと考えています」と話したが、モアドックは「暁に砲を向けたが、すぐに（暁のいた）右舷から左舷に砲を向けて別の艦を砲撃しました。砲撃したのは別の船です」と話し新屋もこれを認めた。
また、高松宮宣仁親王による『高松宮日記』第5巻には、暁生存者である中津留達雄少尉（海兵70期）からの証言として「一三日〇〇〇〇頃、右前方『ルンガ』沖に敵大巡らしき艦影を認め之と交戦。初弾発砲と同時に数発の命中弾を受け、機械・舵故障。射撃装置破壊、砲側照準にて射撃継続せしも、再度左舷中部に命中弾を受け大火災、数秒後左に傾斜、沈没せり」という記事がある。中津留少尉は暁の沈没地点からガダルカナル島まで泳ぎ切り日本側に救助された。中津留が漂着する様子や新屋が米側に救助される様子は「アトランタ」艦長が目撃し同艦の戦闘詳報にも記されている。
暁・雷の後方に続いていた当時の電駆逐艦長寺内正道少佐は、戦闘直後は暁が「赤い腹を出してまさに転覆しようとしているところ」を目撃している。「暁」と反対側に位置していた陽炎型9番艦「天津風」駆逐艦長原為一中佐によれば、暁はアメリカ艦隊の隊列に突入した刹那、「どす黒い火焔と共に一瞬にして姿を消してしまった」。木俣によると、軽巡洋艦ヘレナと駆逐艦アーロン・ワード、あるいは重巡洋艦サンフランシスコと駆逐艦オバノンの反撃により機関室に命中弾を受け蒸気が噴出し、発生した火災が火薬庫に引火して爆発、沈没したと推定している。
一方、具体的な戦果について正確に判別するのは難しいが、日米の一部の文献では、「海戦で『アトランタ』を照射した上で致命傷の魚雷2本を命中させた」、「駆逐艦『ステレット』 (USS Sterett, DD-407) の艦尾にも命中弾を与えた」等の推測がなされている。
暁の18名ないし20名の生存者は捕虜となってニュージーランドに後送されたが、1943年（昭和18年）2月25日に発生したフェザーストン事件に巻き込まれた者もおり、戦争終結後9名しか復員しなかった。

## 性能改善工事
友鶴事件、第四艦隊事件により、特型の復元性、船体強度の問題が浮上し、暁を含む特III型は徹底的な改善工事が行われた。その内容は次のようであった。
- 艦橋構造物の縮小小型化
- 方位盤換装
- 大掃海具・艦上の伝声管撤去
- 艦橋上の測距儀換装
- バラスト搭載
- 上甲板補強
- デッキガータ増設
- B型砲架をC型砲架へ換装

上記の改善工事によって、暁の公試排水量は2,400トンを上回り最大速力は約2ノット低下した。しかし、速力低下以外の問題点は生じなかったといわれている。

## 歴代艦長
※『艦長たちの軍艦史』288-290頁による。階級は就任時のもの。

### 艤装員長
1. 高橋一松 少佐：1932年5月16日[11] - 1932年8月20日[14]

### 艦長
1. 高橋一松 少佐：1932年8月20日[14] - 1934年11月15日[21]
2. 橘正雄 少佐：1934年11月15日[21] - 1935年11月15日[25]
3. （兼）小田為清 中佐：1935年11月15日[25] - 1936年2月15日[28]
4. 成田忠良 中佐：1936年2月15日[28] - 1936年12月1日[29]
5. 佐藤康夫 中佐：1936年12月1日[29] - 1937年7月6日[31]
6. 篠田勝清 中佐：1937年7月6日[31] - 1937年10月8日[34]
7. 荘司喜一郎 中佐：1937年10月8日[34] - 1938年5月16日[35]
8. （兼）小山猛夫 中佐：1938年5月16日[35] - 1938年8月1日[40] （本職：漣駆逐艦長）
9. 川島良雄 少佐：1938年8月1日[40] - 1940年11月15日[53]
10. 青木久治 少佐：1940年11月15日[53] - 1942年4月13日[65]
11. 高須賀修 少佐：1942年4月13日[65] – 1942年11月13日戦死（中佐）[133]